# 1944 في جمهورية أيرلندا
فيما يلي قوائم الأحداث التي وقعت خلال عام 1944 في جمهورية أيرلندا.

## سياسة

### تعيين في المنصب
- 2 يونيو – ريتشارد ملكاهي زعيم فاين جايل [الإنجليزية]‏،زعيم المعارضة [الإنجليزية]‏.

## كتب
من الكتب التي صدرت هذه السنة في جمهورية أيرلندا:
- 1 يناير – ستيفن بطلا من تأليف جيمس جويس.

## مواليد

### مايو
- 21 مايو – ماري روبنسون

### ديسمبر
- 11 ديسمبر – ينغ ماكورماك ملاكم أيرلندي.
- 28 ديسمبر – نويل أهيرن سياسي أيرلندي.

## وفيات

### نوفمبر
- 6 نوفمبر – إدوارد غينيس (مواليد 1880) سياسي بريطاني.